# Gonocephalum
Gonocephalum — род жесткокрылых из семейства чернотелок.

## Описание
Заднегрудь за средними тазиками заметно длиннее средних тазиков. Основание переднеспинки обычно немного уже основания надкрылий, бока переднеспинки перед задними углами слегка выемчатые. Надкрылья без рядов крупных бугорков. Задние крылья развиты. Тело продолговатое.

## Систематика
В составе рода:
- Gonocephalum adelaidae (Blackburn, 1894)
- Gonocephalum affine (Billberg, 1815)
- Gonocephalum alternatum Carter, 1915
- Gonocephalum arenarium (Fabricius, 1775)
- Gonocephalum assimile (Küster, 1848)